# 刺客教條系列角色列表
本列表列出《刺客教條系列》中的主要角色，有些角色是完全虚构的，而有些则是真实的历史人物。本列表人物名稱以遊戲的中文版為主，按照遊戲世界觀內的時間順序排序。

## 第一文明（前2萬～前4000年）

### 伊述
奧丁
北歐神話人物，眾神之王，九界的統治者。  阿斯加德之王。
是掌管風暴和戰爭的北歐神祇。 被北歐神祇尊稱為「至高者」。
外貌是獨眼的形象，據說是因為為阻止諸神黃昏，曾以一隻眼睛換得密米爾之泉。
穿著黑斗蓬，手持岡格尼爾，騎著公鹿。
因為諸神黃昏的預言，捆綁並囚禁了巨狼芬里爾，
在諸神黃昏來臨之際並上傳了自己的DNA  ，試圖通過轉世，實現永生。
在 英格蘭七國時代，奧丁轉世成為渡鴉氏族的族長艾沃爾，儘管他努力企圖控制艾沃爾，但最終失敗了。
波賽頓
希臘神話人物，海神，亞特蘭提斯統治者。亞特蘭提斯審判王。
是掌管海洋、馬匹和地震的希臘神祇。
任命艾列西亞擔任亞特蘭提斯判官，讓她並對其周期進行考驗。
因為從奧林匹斯計劃看到了伊述文明的腐敗，毀滅了亞特蘭提斯。
黑帝斯
希臘神話人物，冥王，塔爾塔羅斯統治者。塔爾塔羅斯的冥王。
是司掌冥界、地獄和死亡的希臘神祇。
他成功迎娶了波瑟芬妮，但這對夫妻的生活並不十分和睦。
黑帝斯把至福樂土的統治權賜給了她，並允許她與她的朋友黑卡蒂共同掌管這裡。 但事實上，這是把她變相地軟禁了起來。
波瑟芬妮
希臘神話人物，黑帝斯的王妃，至福樂土統治者。
她是司掌冥界、春季和花朵的希臘神祇。
是伊述文明的一位成員。
荷米斯
希臘神話人物，神使，伊述文明成員。
是一位被尊為希臘和埃及的巫術和煉金術之神的神使。
阿特拉斯
希臘神話人物，擎天神，亞特蘭提斯最高執政官。
是伊述文明的一員，是亞特蘭蒂斯統治者波塞冬的兒子。
黑卡蒂
希臘神話人物，冥界女神。
她是妖術、魔女、魔咒和女巫的希臘神祇。
在艾列西亞創造的虛擬實境中，黑卡蒂居住在好友波瑟芬妮主宰的至福樂土里。
朱諾
羅馬神話人物，天后，是第一文明先行者的一員。
一位光照種的伊述科學家，一位伊述至上主義者。 她還是現代「第一文明的僕從」所信奉的主要神祗，第一文明的僕從想要將她從監禁當中釋放出來，並説明她控制全人類。
奧林匹斯計劃執行者，朱諾和丈夫艾塔進行的一項科學實驗，旨在用被綁架的人類作為豚鼠來開發一系列雜交動物，並由專門製造的先行者神器（亞特蘭蒂斯神器）來提供動力。 該專案旨在製造活生生的武器，以在伊述人與他們的奴僕之間的緊張局勢升級之際，將恐懼置於人類的心中。 創造了百臂巨人、刻耳柏洛斯、美杜莎、斯芬克斯、米諾陶洛斯、獨眼巨人等基因雜交武器，這些生物成為了希臘的神話傳說。
朱諾想要藉助該計劃，篡奪亞特蘭提斯政權，讓丈夫艾塔擔任審判王。
艾塔
一位光照種的伊述科學家，一位伊述至上主義者。 也是朱諾的丈夫。 作為伊述文明中最聰明的人之一。
奧林匹斯計劃執行者，艾塔和朱諾在亞特蘭提斯執行著這個科學實驗，在無數個克隆人中挑選了最優秀的實驗品，成為了先行者。
在伊述文明即將毀滅的前夕，艾塔自願接受將意識數據化的實驗而不幸身亡，但他的記憶與性格被妻子朱諾保存了下來，並將其傳輸入具有伊述血統的人類，使艾塔能在這些人類的後裔中覺醒， 成為聖者。
艾列西亞
亞特蘭蒂斯的判官。 她在人類-伊述戰爭中成為了人類的盟友。 與許多已知的被人類這種奴隸神化物種的伊述人不同，艾列西亞成為了真理的化身，並被她自己的人民中那些接受了他們自己的神聖地位的人所排斥。
提爾
北歐神話人物，後來被人類奉為北歐神話中的戰爭之神。
他在協助奧丁制服芬里厄的時候犧牲了自己的右臂。
索爾
北歐神話人物，雷神，風暴之主。
芙蕾雅
北歐神話人物，阿斯加德女王。 美與生育女神。
眾神之王奧丁的妻子，但與奧丁之間為政治聯姻。
洛基
北歐神話人物，邪神，詭計之神。
眾神之王奧丁的弟弟，因兒子巨狼芬里爾被兄長奧丁囚禁，和兄長之間互相對立。
在諸神黃昏來臨之際並上傳了自己的DNA  ，試圖通過轉世，實現对奥丁的复仇。
在伊斯兰黄金时代，洛基轉世成為無形者巴辛姆。
洛基将意識實體化，在伊斯兰黄金时代，偽裝成“妮哈爾”与“镇尼”的身份，影响巴辛姆的意識，最終成功控制巴辛姆。
鎮尼
阿拉伯神話生物，妖靈。
無形者巴辛姆噩夢中出現的黑暗生物，以木乃伊樣貌出現。
實質上是洛基內心深處黑暗記憶的展現，後洛基將這部分記憶實體化，引導巴辛姆的意識與自己的意識互相融合。
安格爾波達
北歐神話人物，約頓海姆女巨人，邪神洛基的情婦。
和洛基生有三個兒子，其中大兒子是巨狼芬里爾。

### 奥林匹斯计划
百臂巨人
百臂巨人是伊述文明科学家艾塔及其妻子朱诺在奥林匹斯计划中创造的杂交物种，由数个先行者设备提供能量，绑架来的人类作为容器，在波塞冬王宫的地下实验室里组装而成。
在阿勒忒娅创造的仿真亚特兰蒂斯中，艾塔和朱诺曾企图将百臂巨人放进城里，以镇压凡人的起义，终结波塞冬的统治。在最后的对峙中，波塞冬用神力牵制住了两人，被任命为审判官的卡珊卓趁此时机消灭了百臂巨人，终结了艾塔和朱诺的计划。
刻耳柏洛斯
塔尔塔罗斯入口的看守者。在伊述成员阿勒忒娅创造的仿真塔尔塔罗斯中，冥后泊瑟芬借用亚特兰蒂斯圣器的力量将自己的爱犬洛斯变成了这种长着三个头的怪物。
美杜莎
是伊述文明在奧林匹斯計劃中製造出來的蛇髮女妖。更进一步说，是一种由伊述人作为奥林匹斯计划的一部分而创造的混合型野兽。
扭曲邪靈手中掌握著四件亚特兰提斯神器中的一件，凡人一旦接觸到它，就會立即變成傳說中的美杜莎的模樣。當扭曲邪靈的肉身被擊敗後，神器就會蟄伏至下一個人類來觸碰它，周而復始。
美杜莎是扭曲邪灵的最著名的化身，她最初是一位人类，但被一个被称为美杜莎的伊甸苹果的亚特兰蒂斯神器取代了，从而成为了它的守护者，以封印亚特兰提斯之门。
斯芬克斯
是伊述文明在奥林匹斯计划中创造出来的杂交物种，同时具有鹰、狮、蛇及人的外貌特征。不知何时，它被变成雕像，伫立在了希腊维奥蒂亚州科派斯湖附近的远古遗迹里。
公元前五世纪的某个时候，斯巴达佣兵卡珊卓找齐了唤醒斯芬克斯的两把钥匙，并答对了它给出的三道谜题。完败的斯芬克斯应声倒地，让卡珊卓拾走了赋予它生命的远古遗物。
米诺陶洛斯
是伊述人作为奥林匹斯计划的一部分而创造的混合型生物，它是一种拥有人类的身体和公牛的头与皮毛的巨大的生物，它的能量是由一个亚特兰提斯神器提供的，这个神器能够将持用者转化为野兽。
这头野兽曾被关在位于克里特岛上的梅瑟拉的克诺索斯王宫下面的一个巨大的迷宫里。
独眼巨人
是伊述文明在奥林匹斯计划中创造出来的杂交物种。
独眼巨人体型庞大，与普通的巨人族类似。他们都是名副其实的独眼龙，挥舞着笨重的大棒作为武器。

## 西方古典時代（前800～西元後400年）

### 希臘伯羅奔尼撒戰爭 (前431～前404年)
《刺客教條:奧德賽》的故事背景，刺客信條古代三部曲之二，這個時代為已知刺客信條系列內，和現實的歷史連接最早的區域，所有情節和人物基本都位於現代希臘共和國疆域之內。

#### 傳奇雇傭兵
“卡珊卓”
《刺客教條：奧德賽》的女主角，養鷹人，斯巴達將軍的長女，同時也是列奧尼達斯一世的孫女。小說已確定卡珊卓為正式主角。
依照玩家的選擇，亞歷克西歐斯將會因劇情成為卡珊卓的弟弟得摩斯，阿蒙內特（艾雅）的祖先之一。
繼承了祖父列奧尼達斯的斷矛，在童年時因為神諭者的預言而導致家庭失散，長大後成為一名僱傭兵，卻因為自己的血統捲入了秩序神教意圖控制整個希臘的陰謀之中。
“亞歷克西歐斯”
《刺客教條：奧德賽》的男主角，養鷹人，斯巴達將軍的長子，同時也是列奧尼達斯一世的孫子。小說已確定亚力克修斯為得摩斯。
依照玩家的選擇，卡珊卓將會因劇情成為亞歷克西歐斯的妹妹得摩斯，阿蒙內特（艾雅）的祖先之一。
繼承了祖父列奧尼達斯的斷矛，在童年時因為神諭者的預言而導致家庭失散，長大後成為一名雇傭兵，卻因為自己的血統捲入了秩序神教意圖控制整個希臘的陰謀之中。

#### 提洛同盟
伯里克里斯
雅典的民選領袖，曾經協助主角尋找自己的生母，但在雅典爆發瘟疫時，不幸受到感染，最終被政治對手克里昂陷害，並被得摩斯暗殺而身亡。
克里昂
雅典將軍，十分敵視伯里克里斯，真實身分是秩序神教在提洛同盟的「智者」，設計害死伯里克里斯後，奪得了雅典的大權，並挑起與斯巴達的戰爭，於戰爭失利後，被主角所殺。

#### 伯羅奔尼撒聯盟
尼可拉歐斯
斯巴達將軍，外號「血狼」。主角的繼父。

#### 秩序神教
阿斯帕齊婭
伯里克里斯的情人，曾經協助主角尋找自己的生母，但其真實身份正正是秩序神教的首領「鬼魅」，由於認為神教已經變質，而故意領導其走向滅亡，角色生死在神教線結局由玩家決定。
得摩斯
秩序神教的「天選者」，凶殘、冷酷、暴躁的戰士。按劇情中主角的說法是他所見過的最強戰士。
依照遊戲最開始的選擇，會是亞歷克西歐斯或卡珊卓其中之一成為該人物。小说已确定亞歷克西歐斯为得摩斯。

### 埃及托勒密王朝(前323～前30年)
《刺客教條:起源》的故事背景，刺客信條古代三部曲之首，雖然古埃及文明本身比希臘文明要古老得多，但是托勒密王朝已經是古埃及的末期，埃及經歷過波斯、希臘、馬其頓、以及即將到來的羅馬等異族統治，古埃及文化開始逐漸消失，被地中海文化逐漸取代。作為遊戲來講，埃及托勒密王朝的諸多人物，其實都與希臘傳奇僱傭兵——卡珊卓有所關聯。

#### 守護者/無形者
巴耶克
《刺客信条：起源》的男主角，埃及守護者一族的末裔。為了向殺害兒子的假面男子們復仇而踏上旅程。
與妻子艾雅共同創建了刺客兄弟會的前身之一的「無形者」。
與系列作本篇主角的名字都與鳥類有關這點相同，巴耶克在埃及語中是「鷹」的意思。
艾雅
《刺客信条：起源》的女主角，巴耶克的妻子，卡珊卓或亞歷克西歐斯的直系後裔之一（依照玩家的選擇）。
是與丈夫實力相當的戰士，後來改名「阿蒙內特」，為了心中的信念前往羅馬建立了新據點。

## 伊斯兰黄金时代（762～1258年）

### 阿拉伯阿拔斯王朝（861年）
《刺客教條：幻象》的故事背景，刺客信條古代三部曲之四，此時伊拉克巴格達處於伊斯兰黄金时代的阿拔斯王朝，随着阿拔斯王朝崛起及遷都巴格达，伊斯兰黄金时代亦就此开启。与唐长安城同時成為中世纪前期知名的全球城市。伊斯兰世界的科學技術與文化藝術蓬勃發展，又稱伊斯兰复兴。刺客兄弟會的前身——無形者已經發展到一定的規模，其勢力據點在阿剌模忒堡，本作故事情節延續自《刺客教條:維京紀元》。

#### 聖者/無形者
貝辛姆·伊本·伊沙克
《刺客教條：幻象》的男主角，阿剌模忒堡無形者的「刺客大師」兼「聖者」，原先是小偷出身，在一次偷窃王宮內「第一文明」遺物的時候被守衛發現，於是暗殺了阿拔斯王朝第十代哈里发穆塔瓦基勒，逃出王宮後被刺客大師羅珊救走，便前往阿剌模忒堡接受「無形者」的訓練。在尋找自己的噩夢緣由的途中，一步步成为無形者的刺客大師。在故事初期無意間捲入了無形者與上古維序者的爭鬥，是北歐神話中的邪神洛基的轉世，並最終接受了洛基的記憶與人格。

## 歐洲中世紀（476～1492年）

### 英格蘭七国时代（856～889年）
《刺客教條：維京紀元》的故事背景，古代三部曲之三，時間也是最晚的，此時英格蘭處於七国时代，因此其建築物大多殘破不堪、骯髒黑暗，和前兩部充滿古代文明風格的建築形成強烈對比，而挪威沒有經過荒廢，所以呈現出一片白皚皚的雪國風光。刺客兄弟會的前身——無形者已經具備很大的規模，並且企圖把自己的勢力延伸到歐洲各處，本作也可以發現奧德賽和起源的大量歷史遺留。

#### 渡鴉氏族
埃沃爾
《刺客教條：維京紀元》的女主角，狼吻者，「聖者」，英格蘭雷文斯索普渡鴉氏族族長。
因为Animus的程序載入發生冲突，導致玩家也可使用男性，無論男女都是使用同一个名字。官方小说與漫畫已確定埃沃爾身份為女性。
自幼因其他氏族的侵略而失去父母，同時遭遇狼的襲擊，因为大難不死而獲得了「狼吻者」的外號，在氏族其他成員的照顧下順利長大的維京劫掠者。
成年後為了開始跟随养兄西格德去英格蘭进行征服殖民，在劫掠、城市建设、復仇、统一英国的途中，一步步成为氏族的黑鸦饲主。在游戏中期無意間捲入了無形者與上古維序者的爭鬥，是北歐神話中的众神之王奧丁的轉世，最后在新大陆定居逝世。

#### 無形者
貝辛姆·伊本·伊沙克
《刺客教條：幻象》的主角，來自阿剌模忒堡無形者的「刺客大師」兼「聖者」，結識了在外遊歷的西格德而帶著另一位無形者「刺客導師」雷汗的弟子海爾森跟著他來到挪威。他傳授埃沃爾袖劍的使用方法與隱匿在人群中的技巧。是北歐神話中的邪神洛基的轉世。
海爾森
《刺客教條：幻象》的配角，跟隨著貝辛姆來到挪威的阿剌模忒堡無形者學徒，他的老師是另一位無形者「刺客導師」雷汗。海爾森在試圖刺殺埃沃爾的仇人、一名上古維序者「殘暴者」庫德維時被其反擊打成重傷。之後於英格蘭，他傳授無形者代代相傳的技巧信仰之躍給埃沃爾。

#### 上古维序者
阿尔弗雷德大帝
英格兰威塞克斯王國国王，在位期间，他击退了入侵的维京人，奠定了后来英格兰王国，但其真實身分正正是上古维序者大團長「聖父」，由於認為教團已經變質，而故意領導其走向滅亡。在奇彭纳姆战役中失去王位，流亡民间。数年后卷土重来，复国并重新登上王位。886年與維京人簽訂合約，維京人首领古斯倫接受基督教，並承認威塞克斯王國乃獨立王國。他因率众抗击海盗民族维京人的侵略，使英格兰大部分地区回归盎格鲁-撒克逊人的统治，故得享“大帝”（the Great）尊称。

### 第三次十字軍東征 (1189～1192年)
《刺客信條》初代的故事背景，其中大量古代三部曲的稱謂在這一作被統一，而且全部改用但是歐洲人能接受的基督教叫法，以便掩人耳目。刺客兄弟會正式登場。

#### 刺客兄弟會
阿泰爾·伊本·拉阿哈德
詳見「阿泰爾·伊本·拉阿哈德」條目。
阿巴斯·索非恩
（1166–1247），是一名古代刺客組織的成員，阿泰爾的同伴。
阿巴斯與阿泰爾同樣都是出生在刺客組織之中，童年時期的兩人更是一對好友，直到阿泰爾說出了阿巴斯之父哈瑪德是因內疚自殺而非就義，而使阿巴斯開始對阿泰爾懷恨在心。
在阿泰爾殺死阿爾莫林後，阿巴斯就認為阿泰爾其實是為了奪權才殺死導師，開始在組織中拉攏人手，反對阿泰爾接掌刺客組織，並試圖奪取伊甸蘋果，但蘋果卻突然失控，阿泰爾之後奪回蘋果，但並未處罰阿巴斯，而仍把他留在組織之中。
阿泰爾前往蒙古調查成吉思汗與蒙古軍團的威脅時，阿巴斯趁機奪權，他囚禁了阿泰爾的代理人馬利克，並下令處死阿泰爾的次子，阿泰爾回歸後，雙方再度為了伊甸蘋果而爭執，混亂中阿泰爾的妻子瑪利亞被殺，阿泰爾在寡不敵眾下只好與長子達里姆一起逃出馬西亞夫。
阿巴斯在接掌刺客組織導師一職後罔顧教條，刺客組織開始腐敗無力，馬西亞夫也因此衰落，直到阿泰爾結束自我放逐，在1247年回到馬西亞夫，以他從伊甸蘋果中得到的知識開發出新武器袖槍射殺了阿巴斯為止。
馬利克·阿塞夫
（配音員：Haaz Sleiman）（1165–1228），是一名古代刺客組織的成員，阿泰爾的同伴。
與阿泰爾實力相當，但在一次與兄弟卡達爾和阿泰爾一起前往所羅門聖殿奪取古代遺物的任務中，由於阿泰爾的狂妄自大導致任務失敗，馬利克雖然成功奪取遺物，卻也付出失去左手和兄弟的代價，因此回到馬西亞夫後控訴阿泰爾違背刺客組織的三大原則，導致阿泰爾被阿爾莫林處罰並降級。
之後馬利克被安排到耶路撒冷的刺客組織聯絡據點擔任刺客之間的聯絡人，並在阿泰爾到來時對其冷嘲熱諷。不過隨著阿泰爾的改變，馬利克也慢慢改變了自己的態度，並在阿泰爾最後一次的贖罪任務時和解。
在阿泰爾了解真相、阿爾莫林用古代遺物「伊甸蘋果」的力量控制了刺客組織，並令刺客們圍攻阿泰爾時，是馬利克帶領未被控制的同伴們協助阿泰爾並引開追兵，使阿泰爾有機會刺殺阿爾莫林。事後，阿泰爾接任刺客組織首領，馬利克則成了其副手。
在阿泰爾與妻子、長子一起前去蒙古調查成吉思汗的威脅時，阿泰爾任命馬利克暫時接管刺客組織，但阿巴斯趁機殺害了阿泰爾的次子，並誣陷馬利克為兇手，奪取了刺客組織的大權，囚禁了馬利克。
阿泰爾回歸後，為了查明真相而潛入牢房，從馬利克那得知了事實後，馬利克向阿泰爾表示自己做得不夠好，也未能保護阿泰爾的兒子。之後阿泰爾與妻子瑪利亞前去質問阿巴斯時，馬利克遭到阿巴斯的忠實手下殺害。
瑪利亞·索普
阿泰爾的妻子，戴斯蒙的祖先之一。
一名出身英國的女貴族，她掩飾了自己的性別並加入了聖殿騎士，之後也參與了第三次十字軍東征。
在聖殿騎士團團長羅伯特的支持下，瑪利亞成功的成為了其心腹手下。而在阿泰爾奉阿爾莫林之命，殺死九名目標中的八個後，羅伯特心知自己就是下一個，於是他設下了圈套，假稱自己會出席被阿泰爾暗殺的馬德·亞丁（Majd Addin）的葬禮，並讓瑪利亞假扮成自己，同時派出屬下在葬禮上包圍阿泰爾。
阿泰爾在突破包圍、抓住羅伯特準備刺殺對方時才發現這是瑪利亞假扮的，阿泰爾最後沒有選擇殺死瑪利亞。
瑪利亞之後被聖殿騎士團降級，並在阿卡再次遭遇阿泰爾落敗被捕，之後成了阿泰爾的人質。瑪利亞在自行逃脫後被聖殿騎士新團長懷疑她能在刺客手中成功逃生兩次的事，於是被自己人給關起來，直到阿泰爾入侵該處後將她救出。
瑪利亞之後與阿泰爾一起旅行了一段日子，並從對方那接收到了自由思想的理念。回歸聖殿騎士團後，瑪利亞得知了聖殿騎士會利用伊甸蘋果的力量建立秩序，即使這是奴役對方的自由。而在阿泰爾利用伊甸蘋果安撫民眾的時候，聖殿騎士團來襲，瑪利亞救出了被圍攻的阿泰爾，並表示自己不會再當一名聖殿騎士，阿泰爾則在刺殺聖殿騎士新團長後帶著瑪利亞回到了馬西亞夫，並就此展開了兩人之間的戀情。
之後與阿泰爾結婚，並育有兩子。
阿爾·慕瓦林
刺客組織的首領，本名拉希德丁·錫南，阿爾·慕瓦林是導師或大師的意思。他是阿泰爾的刺客導師。
但阿爾·慕瓦林其實是一名聖殿騎士，他和同伴產生了分歧，決心獨自佔有他們所發現的伊甸碎片，阿爾·慕瓦林於是派出當時未遵守教條而被降級的阿泰爾去刺殺其他九名伊甸碎片的發現者，並在阿泰爾逐漸接近真相、且伊甸蘋果也無法控制對方後意圖殺死阿泰爾，但在阿泰爾的反擊下敗死。

#### 聖殿騎士團
羅貝爾·德·薩布萊
歷史人物。十字軍中尉軍官、聖殿騎士第十一任大團長。
羅貝爾率眾闖入耶路撒冷聖殿山下的所羅門聖殿，搜尋藏在那裡的金蘋果。刺客阿泰爾·伊本-拉·阿哈德、馬利克·阿塞夫和卡達爾·阿塞夫卻伏擊了他們。阿泰爾試圖正面刺殺他，但羅貝爾卻防守到了他的攻擊，並把阿泰爾推到旁邊的一個洞裡，則與其他十字軍一起殺死了卡達爾，砍傷了馬利克的左臂。金蘋果被馬利克搶了。羅貝爾率大軍兵臨馬西亞夫城下，並要求裡面的刺客把聖物還給他，阿泰爾繞到聖殿騎士背後，啟動旁邊塔樓上的機關，讓聖殿騎士死傷人數極多，而羅貝爾只好下令撤出馬西亞夫。
在阿爾蘇夫之戰中，羅貝爾希望爭取到薩拉丁的援助，讓撒拉遜人和十字軍協力對抗刺客。他和阿泰爾兩人決鬥，阿泰爾擊敗了羅貝爾，在臨死時向阿泰爾吐露了阿爾·慕瓦林才是幕後元兇。

### 西班牙格拉納達戰爭（1238～1492年）
電影《刺客教條》、手機遊戲《刺客教條：起義》的故事背景和描述了西班牙收復運動中，最後一個伊斯蘭教國家內的刺客歷程。

#### 刺客兄弟會
阿基拉·狄尼赫拉
電影《刺客教條》的主角之一、手機遊戲《刺客教條：起義》的主要角色，卡倫·林區的祖先之一。16世紀的西班牙刺客大師與導師。
瑪麗亞

### 文藝復興時期 (1300～1600年)
《刺客教條2》的故事背景，其系統和收尾音樂奠定了日後刺客信條系列的主基調，而其主角——埃奇歐·奧狄托雷·迪·佛羅倫斯的影響力甚至超越了第一部的主角，他的服裝風格、武器、暗殺潛行模式，成為日後所有刺客信條系列的彩蛋和附贈福利。此時刺客兄弟會和聖殿騎士團也都已經具備完整的體制和等級制度，遊戲劇情開始以一個開放世界的大城市作為據點，一步步攻克聖殿騎士團的佔領區。

#### 刺客兄弟會
艾吉奥·奥迪托雷·达·佛罗伦萨
詳見「艾吉奥·奥迪托雷·达·佛罗伦萨」條目。
克劳迪娅·奥迪托雷
克劳迪娅是埃齊歐的妹妹，也是奥迪托雷家族在滅門慘劇中的倖存者之一。
在逃難至叔叔馬力歐的蒙特里久尼後，克勞蒂亞被叔叔要求去管理奧狄托雷莊園的財務，克勞蒂亞也在此期間向叔叔學習刺客的技藝。
蒙特里久尼被切薩雷率軍攻破後，克勞蒂亞與母親沒有聽從埃齊歐的指示逃回佛羅倫斯，而是前往羅馬協助埃齊歐對抗波吉亞家族，克勞蒂亞則在此時期加入了刺客兄弟會。
埃齊歐去尋找刺客組織的過去而離開義大利時，他將兄弟會交由克勞蒂亞負責管理。
約瑟夫·塔齊姆
約瑟夫是君士坦丁堡地區的刺客兄弟會領導人，在埃齊歐為了找尋阿泰爾留下的秘密而留駐在此地的期間為他提供協助，埃齊歐也不吝嗇地以刺客導師的身分協助他擴大兄弟會的影響力。
約瑟夫最後為了保護埃齊歐的戀人蘇菲亞而犧牲。

#### 聖殿騎士團
教宗亞歷山大六世
歷史人物。本名羅德里哥·波吉亞，遊戲開始時是西班牙紅衣主教、聖殿騎士團意大利分冊的大團長。
為了獲得位於梵蒂岡地下的古代遺物，於是處心積慮地想令自己成為教宗，並試圖獲取伊甸蘋果好完成開啟遺跡的需求，因要達成成為教宗的目標而策劃了在義大利各地區的動亂，並趁機除掉了也在收集伊甸碎片訊息的奧狄托雷家族，卻不料該家族的倖存者埃齊歐成了妨礙自己計畫的死對頭。
在成為教宗亞歷山大六世後，他與前來刺殺他的埃齊歐進行了宿命的對決，卻發現自己不是預言中的先知而無法開啟遺跡，埃齊歐將他擊敗後，亞歷山大六世要求對方殺死自己而被拒絕，埃齊歐認為他處心積慮欲完成的目標永遠無法達成就是對他最大的懲罰。
亞歷山大六世之後放棄與刺客鬥爭，轉而試圖鞏固自己的權力，卻與意圖掌控義大利全境的兒子切薩雷起了爭執，亞歷山大六世認為切薩雷已經不受控制而打算殺死他，卻不料下毒時被女兒盧克雷齊亞告訴了兄長事實，暴怒的切薩雷於是反擊自己的父親並將其殺害。
因為出身背景的緣故，刺客成員都將他稱為「西班牙人」而不名。
切薩雷·波吉亞
歷史人物。教宗亞歷山大六世之子，在殺死父親後成為新任的聖殿騎士團意大利分冊的大團長。
切薩雷擁有強烈的野心，他仗著明面上自己是教宗之子，手握軍政大權，私底下則操控聖殿騎士團，而想利用這兩者的力量令自己掌控義大利全境，於是他發兵攻打蒙特里久尼、殺死埃齊歐的伯父馬力歐·奧迪托雷，奪走了伊甸蘋果，同時令屬下重創了埃齊歐。
切薩雷之後被認為他已不受控制的父親亞歷山大六世打算暗中除去，卻因妹妹盧克雷齊亞的告密而逃過一劫，在殺死父親後打算奪取被送去教宗那保管的伊甸蘋果，但蘋果卻被趕來的埃齊歐先一步取走。
事後切薩雷被新即位的教宗儒略二世下令逮捕，後遭流放至西班牙，最後於維亞納和埃齊歐再度交手，戰敗後被埃齊歐推下城牆身亡。
艾哈邁德王子
歷史人物。鄂圖曼帝國的王子，聖殿騎士團拜占庭分冊的大團長。
艾哈邁德和塞利姆爭奪王位，為了保證對鄂圖曼帝國控制，艾哈邁德開始派探險隊前往馬斯亞夫尋找打開圖書館密室的鑰匙。他相信在裡面可以找到大神殿的位置，以及獲得能壯大聖殿騎士事業的力量。
背叛者瓦里
瓦里原本是一名刺客，也是瓦拉幾亞的一名貴族。
他曾為兄弟會服務超過十年，但在刺客組織與鄂圖曼人達成和平協議後，使認為鄂圖曼帝國蹂躪其故鄉瓦拉幾亞，又害死了其尊敬的大公弗拉德三世的瓦里感覺到自己被背叛，於是他轉投入聖殿騎士團的懷抱，並用自己的刺客技巧獵殺過去的同伴與鄂圖曼人。
瓦里最後被埃齊歐和其學徒所刺殺，而其對抗刺客的事蹟被Abstergo給看中，並把此段過程用Animus來訓練新成員。

#### 其他人物
克莉絲汀·維斯普西
克莉絲汀是埃齊歐的初戀情人，在奧狄托雷一家被宣布叛國遭滅門後，是克莉絲汀安葬了埃齊歐遇害家人的遺體。
在薩佛納羅拉控制佛羅倫斯時期，因為其嚴酷的政策導致狂信徒入侵了克莉絲汀的家，克莉絲汀的丈夫曼弗雷多遇害，克莉絲汀在逃跑途中被追上，最後也遇害，臨終前在趕來救援的埃奇歐懷中訴說情意後逝去。
（1452年-1519年）
歷史人物，文藝復興三傑之一。遊戲中出現的李奧納多是他的青年以及中年時期。
李奧納多是埃齊歐的好友，並替他提供自己的發明物和修復、增加袖劍的功能，他同時也替刺客兄弟會翻譯阿泰爾的手札。

## 近世（1493年～1700年）
此時期刺客兄弟會隨著耶穌會、天主教的傳播，擴散到世界各地，在全世界的各大國家的首都內都建立了分部。

### 中國明朝 (1368～1644年)
《刺客教條 編年史》 裡中國篇的故事背景。

#### 刺客兄弟會
少芸
《刺客信条 编年史：中國篇》的主角，為女性。
她曾是嘉靖帝的侍女，被她的導師從宮中救出后加入了刺客兄弟會。
1524年，少芸和其導師被追殺，導師把她帶到意大利尋找刺客大師埃齊歐但在威尼斯被追兵殺死。
在托斯卡尼郊區一所莊園找到埃齊歐後，向埃齊歐請教如何重建刺客組織。埃齊歐雖然拒絕並請少芸離開，但在埃齊歐的妻子索菲亞勸阻下最終同意讓她在莊園休息數天。
第二天早上埃齊歐發現少芸在他的私人書房閱讀其桌上的書信。雖然少芸解釋是風把門吹開，埃齊歐還是憤怒地請她離開，但在聽到少芸隨後背出信上內容後終於妥協，把她帶到佛羅倫斯並道出自己的故事。二人在準備回去時遭中國朝廷的殺手阻攔，少芸殺死了殺手後二人隨即趕回莊園。路上少芸更詳細地介紹了其身世。回到莊園後，埃齊歐立即著索菲亞帶著孩子暫避，自己則和少芸留了下來。當晚埃齊歐向少芸解釋了刺客組織最核心的概念：對親人、人民、文化和世界的愛。不久朝廷的追兵攻進莊園，少芸和埃齊歐聯手殺死了所有敵兵。早上少芸拜謝埃齊歐準備回國，離開前埃齊歐把先行者之盒送給了她，並告訴她只有在迷失方向時才能把盒子打開。

### 日本戰國時代（1579）
《刺客教條：暗影者》
彌助（Yasuke）
《刺客教條：暗影者》的主角之一，原是非洲出身的奴隸，現已完成武士的修行。為了追查令自己的主君織田信長喪命的神秘組織而開始展開自己的旅行。
藤林奈緒江（Naoe Fujibayashi）
《刺客教條：暗影者》的主角之一，出身伊賀之里的女忍者。父親是伊賀上忍三家之一的藤林氏當主藤林正保。在父親死於第一次天正伊賀之亂、故鄉也在戰亂中毀滅後，決心向造成此次事件的元凶織田信長復仇。

## 近代（1701～1917年）
這個時期的世界圍繞著歐洲而旋轉，在歐洲國家的刺客經常為了反抗舊有體制而行俠仗義、完善社會會福利制度，甚至發動革命；而非歐洲國家的刺客則充滿著強烈的愛國主義，開始對抗西方殖民者。

### 美洲史（1701～1789年）
為美洲史三部曲為主，以《刺客教條4：黑旗》為開端，這代以加勒比海域為地圖，海戰為主線。《刺客教條：叛變》則沿用了前代的海戰系統，主角可以從聖殿騎士的觀點來遊玩。《刺客教條3》、《刺客教條3 重製版》的故事背景，開創了“海戰”和“跨島登陸”的遊玩模式，讓遊戲的體驗性和自由度前所未有的提升，這也是為什麼此作品可以超越一代、二代，率先推出重製版的原因。本傳外傳《刺客教條3：自由使命》系列第一次可以使用女性作為遊玩主角。

#### 刺客兄弟會
拉頓哈給頓 / 康納
拉頓哈給頓（英語：Ratonhnhaké:ton）（1756年－卒年不詳），又稱康納（英語：Connor），一半英國、一半美國原住民莫霍克族的混血兒刺客，《刺客信条III》的主角之一。刺客愛德華·肯威的孫子、聖殿騎士海爾森·肯威與莫霍克族女性卡尼耶蒂依翁的兒子，戴斯蒙、威廉·「比爾」·邁爾斯的祖先之一。
為了守護自己的家園與人民，並向燒毀村落、殺害母親的兇手復仇。拉頓哈給頓在朱諾的指示和族母的建議下找到了殖民地僅存的刺客大師阿基里斯·達文波特，從他那學習刺客技巧，阿基里斯為了讓他融入殖民地居民的生活，於是替他取了「康納」——阿基里斯已逝的兒子的名字。
康納在學成後開始踏上獵殺聖殿騎士成員的旅程，並在遇見喬治·華盛頓後認為他可以改變殖民地的未來而選擇與其聯手，但這也使他開始與領導殖民地地區的聖殿騎士大師、自己的父親海爾森產生了對立。康納一度與父親聯手，試圖爭取美國的獨立，但最後仍因雙方對美國未來的領袖之間選擇不同而分道揚鑣，康納最後在紐約喬治堡刺殺查爾斯·李與爭奪大神殿鑰匙時與海爾森戰鬥將對方殺死。在殺死查爾斯·李並奪回大神殿鑰匙後，康納回到自己的故鄉，並在此與朱諾交流、重建了美洲的刺客組織。
在現代被Abstergo命名為「康納·肯威」。
愛德華·詹姆士·肯威
1693年－1735年，威爾士人《刺客教條IV：黑旗》的主角。
前海盜，刺客大師、英國刺客兄弟會的領導人之一，但認為自己不合資格而拒絕接受「導師」的稱號。
聖殿騎士海爾森·肯威的父親、刺客拉頓哈給頓（康納）的祖父。戴斯蒙、威廉·「比爾」·邁爾斯和柳生聖人的祖先之一。
年輕的愛德華不甘心當個農夫度過自己的一生，於是和妻子約定好後搭上私掠船成為了一名海盜。
1715年，愛德華殺死了一名準備投誠聖殿騎士團之刺客（鄧肯·沃爾波），其身上信件指示前往哈瓦那與總督勞雷亞諾·托勒斯（Laureano de Torres）及其秘密組織（聖殿騎士團）會面，愛德華為信上所言的報酬心動而冒充該刺客前往與眾人會面，得悉聖殿騎士欲聯同英國、西班牙和法國以打擊加勒比海海盜之名尋找一名能協助它們掌握「觀測台」位置之聖者巴沙洛繆·羅伯茨（Bartholomew Roberts）。愛德華不但使當地刺客組織陷入劣勢，其後亦因身分敗露而被帶走囚於船上。愛德華逃離監禁後釋放多名海盜及奪得一艘西班牙雙桅橫帆船，隨後將之命名為「寒鴉號」（Jackdaw）。1718年愛德華與一群海盜同伴（包括「黑鬍子」愛德華·蒂奇（Edward Thatch）、瑪莉·瑞德（Mary Read）等人）為了能活在一個不受英國控制的自由地區而聚集於拿骚，但缺乏管理和經濟活動、疫病出現再加上其後英軍進駐拿騷向海盜進行勸降使各人之間出現分歧，愛德華雖然成功偷取疫苗但未能阻止英軍於通牒限期前發動圍剿，黑鬍子在與愛德華搶奪一艘海軍主力艦時被殺，愛德華乘亂返回寒鴉號逃離拿索水域並以大伊納瓜島作為基地。由於認為奪得「觀測台」可以獲得數之不盡的財富，愛德華致力追查羅伯茨的下落，亦發現瑪莉乃一名刺客並被邀前往圖盧姆與刺客組織會面。由於愛德華以往對聖殿騎士的協助，組織不久受英軍（聖殿騎士）襲擊，愛德華受瑪莉所託為組織完成刺殺合約以換取報酬，其後也逐一刺殺叛變至聖殿騎士的海盜和曾會面的騎士成員。愛德華其後終尋獲羅伯茨並在非洲普林西比島進入封存「觀測台」之第一文明密室：只要有監視目標的血液樣本，「觀測台」就能把其目視之一切以立體影像呈現。羅伯茨此時背叛愛德華並乘他傷重時把他交予英軍以獲取懸賞。1720年4月，愛德華與各海盜（包括瑪莉）被審判下獄等待處決，二人在刺客組織協助下逃獄但瑪莉因病重而在途中不支去世。其死亡使愛德華決心加入刺客組織，隨後擊殺羅伯茨並在「觀測台」密室內刺殺托勒斯。為免聖殿騎士獲悉「觀測台」位置，刺客組織表示密室將在下任聖者出現前被封印，同時愛德華接獲來自英國的信件：其分居妻子已去世，其女兒珍妮佛·史考特（Jennifer Scott）被安排前往與他會面。在把大伊納瓜島基地交予刺客組織後，愛德華與女兒乘坐寒鴉號返回倫敦定居並脫離海盜生涯。多年後，愛德華再婚並育有一子——海爾森·肯威（Haytham Kenway）。
鄧肯·沃爾波
刺客組織的背叛者。
1715年，企圖將加勒比海的刺客組織所在以及觀測所之處洩密給哈瓦那的聖殿騎士勞雷亞諾·托勒斯，然而在前往哈瓦那的途中遭遇船難，漂流到海島上時被同樣漂流至島上的海盜愛德華﹒肯威殺死。
阿德瓦勒
1692年-1758年《刺客教條：自由的吶喊》的主角。原本是名奴隸，渴望自由的他在海盜來襲時加入了對方。
阿德瓦勒在某次航行時被西班牙海軍抓住，並準備將其運往西班牙的途中遇見了同樣被捕的海盜愛德華·肯威，兩人於是聯手逃走，阿德瓦勒之後就成了愛德華的副手。
在愛德華極力追求財富、並在發現觀測所且打算將其賣給出價最高者的時候，對其失望的阿德瓦勒與寒鴉號的船員們一度放棄了愛德華，這期間阿德瓦勒接受了刺客組織的信念成了一名刺客。
阿德瓦勒後來將寒鴉號還給已經領悟了自己的過錯並決心悔改的愛德華，但表示自己已不想再擔任其副手而離開。
之後阿德瓦勒駕駛自己的船在海上打擊聖殿騎士的船隻，並在某次劫掠時發現了聖殿騎士的包裹，而輾轉捲入了馬龍人意圖脫離法國統治的抗爭之中，阿德瓦勒在其中與馬龍人合作解放黑奴，最後刺殺了總督德法葉。
1758年時，年阿德瓦勒遇見了愛德華的兒子——海爾森，並斥責對方讓愛德華蒙羞，兩人交手時阿德瓦勒遭到謝伊的刺殺而死。
阿基里斯·達文波特1710年-1781年
美洲刺客兄弟會的導師。康納的導師。
阿·塔拜
加勒比海刺客兄弟會的導師。最初對愛德華穿上鄧肯的刺客衣物感到不屑，直到愛德華成功證明自己之後認同了其加入刺客的資格。
艾芙琳·德·格朗普雷
《刺客教條III：自由使命》的主角。
Abstergo的Animus計畫1號實驗體的祖先之一。
連恩·歐布萊恩
刺客兄弟會的成員之一，謝伊的好友，也是引導他加入刺客兄弟會的人。
拉維倫德萊授爵騎士
本名路易斯·約瑟夫·戈捷，刺客兄弟會的成員之一，謝伊與連恩的前輩。

#### 聖殿騎士團
勞雷亞諾·德·托雷斯 - 阿亞拉
歷史人物。古巴總督、聖殿騎士團加勒比分冊的大團長。
托雷斯打算尋找觀測所，並利用複雜的先行者科技來監視，訛詐以及要挾各國的政要和位高權重的人，進一步影響他們的政府。
托雷斯最終自己找到了觀測所，並進入了核心地帶。然而，他很快被肯威追上，後者設法穿過了滿佈機關的房間將大團長刺殺。
海爾森·E·肯威　（1725年12月4日 - 1781年9月16日）
詳見「海爾森·E·肯威」條目。
謝伊·派崔克·寇馬可
《刺客信条：叛变》的主角。
21歲的謝伊在兒時好友里安·奧布萊恩（Liam O'Brien）介紹下加入北美刺客兄弟會，在里安、女刺客霍普·詹森、原住民刺客肯瑟苟沃斯的指導下進行訓練，並於一次兼具訓練性質的任務中奪得小型風帆戰船「摩莉甘」（Morrigan），但其不服從的性格使他與各人相處並不十分融洽。刺客阿德瓦萊（Adéwalé）與阿基里斯會面，帶來消息：太子港在搜尋人類以前「第一文明」（First Civilization）密室之行動中因引起地震而被摧毀，謝伊其後被派遣前往調查與該密室相關之一件第一文明遺物和一部手卷。
發明家本傑明·富蘭克林（Benjamin Franklin）以電力啟動遺物並發現遺物顯出全世界各地其他密室之位置，謝伊報告後奉命前往位於葡萄牙里斯本之密室取得室內之第一文明遺物「伊甸碎片」（Piece of Eden），但此時謝伊已因刺客組織拒絕與宿敵聖殿騎士團展開對話，以及命他不久前刺殺一名病危垂死之聖殿騎士而對組織理念產生了疑問。里斯本密室碎片被謝伊接觸後粉碎並引發地震，導致城市被毀和大量平民喪生。深感憤怒之謝伊與阿基里斯對質並推斷太子港也因相同原因被毀，有感自己所言不獲相信和刺客組織為求得伊甸碎片不惜犧牲無辜者，謝伊決定偷取手卷叛離組織但在刺客圍捕下中槍受傷墜海。
謝伊被紐約一對平民夫婦救下並獲贈一套聖殿騎士袍子，因決心報答該夫婦恩惠而參與打擊市內犯罪勢力，其行動吸引了一名聖殿騎士上校的注意，表示謝伊能改善眾人的生活。在救下另一名聖殿騎士後，謝伊獲協助從刺客手上奪回摩莉甘，繼以決定為新盟友提供協助。謝伊其後驚悉阿基里斯仍不放棄尋找密室而認為刺客組織對世界構成威脅，遂決定投誠聖殿騎士團成為刺客獵人（Assassin Hunter）對刺客同伴展開復仇，殺害了包括阿德瓦萊在內的一眾昔日刺客夥伴，女刺客霍普·詹森、原住民刺客肯瑟苟沃斯；謝伊最終接受美洲聖殿騎士團大團長海爾森·肯威（Haytham Kenway）之邀請正式成為聖殿騎士。
在美洲刺客勢力只餘下阿基里斯和里安兩人後，謝伊與海爾森追殺二人至北極圈：另一第一文明密室之所在地。阿基里斯於密室中終明瞭它們的作用與謝伊所言相同，用以穩定世界而非作為控制世界之武器，但在阻止里安攻擊謝伊時導致室內伊甸碎片被毀而引發地震。四人逃走時里安與謝伊進行決鬥但傷重戰死；阿基里斯被海爾森擊敗但在即將被殺時因謝伊加以阻止並認為聖殿騎士團應有憐憫之心以免於一死，但海爾森向阿基里斯右腿開槍，要求他永遠記得這件事以及不能重建刺客組職。
謝伊之後奉海爾森的命令，去世界各地尋找被刺客組織帶走的先行者之盒的下落。
1776年12月，謝伊前往法國凡爾賽宮刺殺了查爾斯·多里安，並奪走了先行者之盒。
喬治·門羅
英國陸軍上校、聖殿騎士團殖民地分冊的成員之一，引導了謝伊最終選擇加入聖殿騎士團的恩人。
門羅與其屬下偶然間發現了因為偷走伏尼契手卷而遭刺客兄弟會追殺而重傷落海的謝伊，門羅未因為對方是一名刺客而選擇袖手旁觀並救了對方。
謝伊康復後，門羅與其合作共同打擊在兄弟會支持下胡作非為的黑幫份子，並向他解釋聖殿騎士的理念最終也是為了拯救人民。門羅同時也善盡職責，盡其全力的守護殖民地的人民，其言行合一的舉動觸動了對刺客兄弟會早有疑慮的謝伊。
門羅在率領英軍對抗法軍的過程中戰敗，投降後與屬下一起遭到刺客組織的襲擊，謝伊及時趕到救出了門羅與其手下，並打傷了過去的同僚肯瑟苟沃斯。
在駐守阿伯尼的期間，法軍與美洲原住民聯手攻來，門羅在率軍抵擋侵攻時將得自謝伊那的伏尼契手卷還給對方保管，並分頭與他共抗敵軍來襲，但門羅之後遭到連恩的刺殺，於臨終前，門羅將自己的聖殿騎士團戒指交付給謝伊後死去。

#### 其他人物
卡尼耶蒂依翁
卡尼耶蒂依翁是拉頓哈給頓的母親、海爾森的情人。美國原住民莫霍克族族母的女兒，戴斯蒙的祖先之一。
在年輕時與其他部落成員一起被抓，要被賣為奴隸前被海爾森救出，海爾森認為可以透過她與莫霍克族達成合作，完成他找尋大神殿的使命，於是在海爾森積極的合作下，最終獲取了卡尼耶蒂依翁的信任，並得到前者帶領他前往大神殿所在之處，只是缺少關鍵道具的海爾森最終未能打開大神殿，失望之餘的海爾森被卡尼耶蒂依翁給安慰，雙方很快就成了一對情人。
在發覺自己懷孕後，卡尼耶蒂依翁了解海爾森重視聖殿騎士的理想遠大於愛情，於是主動向他提出分手，之後她獨力生下兒子，並努力扶養他長大。
在七年戰爭期間，在喬治·華盛頓的命令下，卡尼耶蒂依翁所在的村莊遭到軍隊襲擊，卡尼耶蒂依翁因為無法從倒塌的樑柱下逃生，最後喪生於大火之中。
乔治·华盛顿
歷史人物。
爱德华·蒂奇
歷史人物，海盜，被稱為「黑胡子」。
班傑明·富蘭克林
歷史人物。

### 法國大革命 (1789～1799年)
《刺客教條：大革命》的故事背景，此版本強化了用用劍格鬥的模式，並且能讓玩家一覽奢華凡爾賽時代的巴黎。

#### 刺客兄弟會
亞諾·維克特·多里安
《刺客教條：大革命》的主角，活躍於18世紀法國大革命時期的法國與奧地利混血刺客。
1776年12月27日：八歲之亞諾跟隨刺客父親查爾斯·多里安（Charles Dorian）前往凡爾賽宮，在等待父親回來時初遇法國聖殿騎士團大團長弗朗索瓦·德拉瑟爾（François de la Serre）的獨生女艾莉絲·德拉瑟爾（Élise de la Serre）。二人玩耍期間查爾斯被聖殿騎士謝伊·派崔克·寇馬可（Shay Patrick Cormac）刺殺，弗朗索瓦基於對查爾斯的敬重而把亞諾收為義子加以養育。
1789年：常惹上麻煩的亞諾與艾莉絲成為戀人。5月5日，德拉瑟爾前往凡爾賽宮出席為艾莉絲舉行的宴會，一名送信人未能把一重要信件及時交给德拉瑟爾，亞諾請纓送信並但因被仇家襲擊而逃回德拉瑟爾宅第，把信件塞進德拉瑟爾辦公室地板後潛進皇宮與艾莉絲會面，離開時目擊德拉瑟爾被二人殺害並被誣陷為凶手，隨即被捕帶至巴士底監獄。亞諾於獄中認識了父親的摯友兼刺客大師皮爾·貝雷克（Pierre Bellec）從而了解父親真正身份，二人於兩個月後之攻佔巴士底獄事件中逃出監獄。及後亞諾找到了艾莉絲但被要求離開，兩人關係破裂；艾莉絲指出該信件本可警告德拉瑟爾聖殿騎士團內有人密謀把他殺害但最終沒有被收到。深感內疚的亞諾遂投靠刺客組織，為贖罪宣誓成為刺客。
1791年：亞諾分別刺殺了殺害德拉瑟爾的兩名兇手，其間認識了薩德侯爵（Marquis de Sade）及救出被新任聖殿騎士團大團長劫持的銀匠弗朗索瓦·湯馬斯·傑曼（François Thomas Germain）。在刺殺了大團長後發現他是對德拉瑟爾發出信件以作警告之人；傑曼則是下達殺害命令的人。為保護艾莉絲而把她帶至刺客組織基地請求協助，有意與聖殿騎士團求和的刺客組織首領奥诺雷·米拉波（Honoré Mirabeau）認為提供協助將在未來使聖殿騎士團欠下巨大人情，但深信雙方無法共存之貝雷克認為此乃通敵行為而下毒殺害了米拉波，亞諾拒絕與他聯手後和他進行戰鬥並把他殺死。
1792年8月10日：巴黎公社（Commune de Paris）攻佔杜樂麗宮，亞諾奉命潛進杜樂麗宫銷毀米拉波與路易十六（Louis XVI）之間之密件，於國王房間首遇在搜索第一文明遺物「伊甸碎片」（Piece of Eden）的拿破崙·波拿巴（Napoleon Bonaparte）。同時傑曼欲引發對國王的革命，因此指派了部下分別策動九月大屠殺、扣押糧食以營造法國貴族無視平民困境的景象、以及投票支持處決路易十六，亞諾與艾莉絲分別行動並刺殺了相關人士。
1793年1月21日：路易十六在協和廣場被公開處決，亞諾為拯救被傑曼手下包圍的艾莉絲而錯失殺害傑曼的機會，刺客組織獲悉此事後認為亞諾多次違抗命令擅自行動而把他驅逐。陷入低谷的亞諾回到德拉瑟爾宅第買醉數月，被艾莉絲告知巴黎於雅各賓專政中四分五裂才重新振作，於同年6月回到巴黎刺殺另一名聖殿騎士並得知雅各賓派首領馬克西米連·羅伯斯庇爾（Maximilien de Robespierre）仍受傑曼之命拖延革命。
1794年6月：亞諾與艾莉絲於戰神廣場（Champ-de-Mars）設計使羅伯斯庇爾名譽受損，並趕及在後者被國民公會拘捕前使他供出傑曼所在地。二人翌日前往聖殿塔刺殺傑曼，取得「伊甸之劍」的傑曼在地下密室與二人展開戰鬥，艾莉絲單獨與傑曼交鋒期間寶劍力量被激發引起爆炸，導致艾莉絲被殺而傑曼受重創，亞諾隨即將之刺殺並把艾莉絲屍首帶走葬在德拉瑟爾家族墓園。
1794年8月3日：亞諾於一所酒館會見薩德侯爵，希望能離開法國前往埃及，作為交換條件而被要求取得藏在路易九世陵墓內、原屬馬奎斯·孔多塞的手稿。亞諾潛進陵墓所在地圣但尼圣殿，同時發現一群由費林·羅斯上尉率領之盜墓者正在尋找神殿大門。亞諾在進一步探索後發現手稿被一名為萊昂的男孩偷去；盜墓者背後由拿破崙贊助，目的是尋找第一文明的密室並取得遺物。亞諾從盜墓者手中救出萊昂並取得手稿，受其拯救法國之決心打動而決定在離開前阻止拿破崙和盜墓者取得遺物。亞諾及後偷取了拿破崙的鑰匙繼而打開神殿大門，刺殺了費林·羅斯並取得遺物聖但尼的頭，擊退大批盜墓者後離開神殿。事後拿破崙因叛國和擅離職守罪名而被捕；亞諾把手稿交予薩德候爵後默言離開，也發現聖但尼的頭內藏第一文明遺物伊甸碎片，最後把它交予刺客送往開羅刺客組織之導師。
1808年：管有伊甸之劍並晉升為刺客大師的的亞諾與成為法國皇帝的拿破崙回到聖殿塔地下密室，把傑曼的遺骸藏在巴黎地下墓穴中。

#### 聖殿騎士團
艾莉絲·德拉瑟爾
《刺客教條：大革命》的女主角，聖殿騎士團成員、亞諾的青梅竹馬與戀人。由演員凱瑟琳·貝魯貝扮演。
在亞諾的父親查爾斯於凡爾賽宮內遇害後，艾莉絲的父親弗朗索瓦基於對查爾斯的敬重而把亞諾收為義子加以養育，本來弗朗索瓦想要將亞諾培養成一位聖殿騎士，但在艾莉絲的反對下作罷。
在艾莉絲的母親仍在世的期間，艾莉絲與亞諾逐漸有了深厚的感情，直到艾莉絲的母親過世、弗朗索瓦將其送到他鄉的女子學校就讀為止。
艾莉絲在年幼時就為了接任父親身為聖殿騎士團法國分冊大團長一職而接受過訓練，在她成年後於在外留學多年回到巴黎與亞諾重逢後，卻碰上父親被刺殺的意外，一度以為亞諾才是殺害父親的犯人讓艾莉絲十分悲痛。
法國大革命爆發後，艾莉絲率人前往巴士底監獄準備救出亞諾，卻看見了亞諾與貝雷克以信仰之躍逃出巴士底監獄的一幕，後來亞諾在德拉瑟爾宅邸找到艾莉絲並解釋自己不是殺害養父的真凶時，艾莉絲拿出了當時亞諾胡亂塞到弗朗索瓦書房的警告信要他離開。
此時弗朗索瓦·湯馬斯·傑曼已暗中掌握住聖殿騎士團的大權，艾莉絲被孤立，為了尋求盟友拉法葉的幫助時被傑曼設下的陷阱所圍，成為刺客的亞諾此時正好趕上，並救出了艾莉絲。
艾莉絲在亞諾的幫助下向刺客兄弟會提出合作，好共同對抗聖殿騎士團中的叛徒。亞諾與艾莉絲開始聯手交換情報並殺死投奔傑曼一方的聖殿騎士團成員，1793年1月21日，路易十六世將被處刑之際，亞諾與艾莉絲得知傑曼會出現在當地，並決心刺殺傑曼，但在艾莉絲陷入危機之時，亞諾最終選擇援救艾莉絲放棄刺殺傑曼，這使得艾莉絲十分憤怒，並與亞諾斷絕關係。
一年後艾莉絲找上被逐出兄弟會的亞諾，兩人再次合作，繼續剷除傑曼的盟友，最終在審訊羅伯斯比爾時知道傑曼就藏身在聖殿塔，在決定前往該處刺殺傑曼前，艾莉絲留下了兩封信件。
在聖殿塔與傑曼交手的過程中，亞諾被落石所困，艾莉絲則被復仇的怒火控制，不顧亞諾的反對獨自去和傑曼交手，卻被伊甸之劍的力量產生的爆炸重創身亡。

### 印度錫克帝國（1799～1849年）
《刺客信條：編年史》印度篇的故事背景，講述印度人反抗英國殖民統治。

### 英國維多利亞時代（1837～1901年）
《刺客教條：梟雄》的故事背景，以當時大英帝國的中心倫敦市作為開放世界，加入“黑道幫派”元素，處處充滿蒸汽龐克風格。

#### 刺客兄弟會
雅各·弗萊
《刺客教條：梟雄》的主角之一。活躍於工業革命晚期英國孿生刺客之一，伊薇·弗萊的双胞胎弟弟。
英國刺客兄弟會旗下的黑幫組織「黑鴉幫」的創立者兼領導者之一。
1868年，英國刺客兄弟會已近滅絕，首都倫敦被聖殿騎士團旗下的黑幫組織「暴徒幫」全面控制。雅各於克勞利刺殺了聖殿騎士團工業家盧波特·費里斯後和姊姊一起前往倫敦，在印籍刺客亨利·葛林安排下按各自的方式解放城市：雅各欲成立幫派「黑鴉幫」對抗暴徒幫和刺殺各騎士團要員；姊姊伊薇則欲找尋先父追尋的伊甸碎片。
雅各先後刺殺醫生約翰·艾略森、交通公司總裁珀爾·愛德威、銀行家菲利普·兩便士、英國陸軍軍官詹姆士·布魯內爾、以及暴徒幫首領麥斯威爾·羅斯；同時姊姊伊薇於追查伊甸碎片「伊甸聖裹布」的過程中除刺殺了聖殿騎士團要員露西·梭恩亦糾正了雅各在其刺殺行動中無意造成的社會問題。
和姊姊伊薇因不滿各自行動後造成的結果而爭吵，在接獲亨利報告聖殿騎士團大團長克羅佛特·史塔瑞將前往皇宮奪取聖裹布後決定作最後一次合作並一同潛進皇宮，但史塔瑞搶先到達密室取得聖裹布並因而擁有迅速治癒傷口的能力，和姊姊伊薇合力擊殺史塔瑞後把聖裹布留在密室內並決定往後繼續合作，事後獲維多利亞女王封爵。
伊薇·弗萊
《刺客教條：梟雄》的主角之一。活躍於工業革命晚期英國孿生刺客之一，雅各·弗萊的双胞胎姐姐。
英國刺客兄弟會旗下的黑幫組織「黑鴉幫」的領導者之一。
1868年，英國刺客兄弟會已近滅絕，首都倫敦被聖殿騎士團旗下的黑幫組織「暴徒幫」全面控制。伊薇於克勞利刺殺了聖殿騎士團的科學家大衛·布魯斯特後和弟弟一起前往倫敦，在印籍刺客亨利·葛林安排下按各自的方式解放城市：弟弟雅各欲成立幫派「黑鴉幫」對抗暴徒幫和刺殺各騎士團要員；伊薇則欲找尋先父追尋的伊甸碎片。
弟弟雅各先後刺殺醫生約翰·艾略森、交通公司總裁珀爾·愛德威、銀行家菲利普·兩便士、英國陸軍軍官詹姆士·布魯內爾、以及暴徒幫首領麥斯威爾·羅斯；同時伊薇從騎士團奪回的文件發現該伊甸碎片乃賦予持有者復原能力之「伊甸聖裹布」，被藏於白金漢宮地下一密室中，追查過程中除刺殺了聖殿騎士團要員露西·梭恩亦糾正了弟弟雅各在其刺殺行動中無意造成的社會問題。
和弟弟雅各因不滿各自行動後造成的結果而爭吵，在接獲亨利報告聖殿騎士團大團長克羅佛特·史塔瑞將前往皇宮奪取聖裹布後決定作最後一次合作並一同潛進皇宮，但史塔瑞搶先到達密室取得聖裹布並因而擁有迅速治癒傷口的能力，和弟弟合力擊殺史塔瑞後把聖裹布留在密室內並決定往後繼續合作，事後獲維多利亞女王封爵。
亨利·葛林
《刺客教條 編年史：印度篇》的主角阿爾巴茲·米爾的兒子，本名賈亞迪·米爾，亨利·葛林是他為了在倫敦行動而使用的化名。英國倫敦地區的刺客兄弟會領導者。
雖是刺客卻不擅長戰鬥，但收集情報很有一套。自知無力對抗盤踞在倫敦的聖殿騎士，一直寫信要求兄弟會派人援助卻無下文，直到伊薇、雅各姊弟的到來才慢慢扭轉了不利的情勢。
聖殿騎士團大團長史塔瑞被擊敗後，與伊薇姊弟被女王共同封為嘉德騎士，事後與伊薇結婚，並一起回到印度定居。
開膛手傑克
歷史上真實出現過的連環殺手。在本作的設定中為刺客兄弟會的一員、雅各的弟子之一。

#### 聖殿騎士團
盧波特·費里斯
企業家，最後被雅各刺殺。
露西·梭恩
神秘學家，最後被伊薇刺殺。
大衛·布魯斯特
歷史人物，科學家，負責研究伊甸碎片，最後被伊薇刺殺。

#### 其他人物
查爾斯·羅伯特·達爾文
歷史人物。
查尔斯·狄更斯
歷史人物。
卡尔·马克思
歷史人物。

### 俄罗斯十月革命（1917年）
《刺客信條：編年史》俄羅斯篇的故事背景，發生在第一次世界大戰的倒數第二年，沙皇統治下的俄羅斯帝國土崩瓦解，主角刺客為了新生的共產主義蘇聯而進行刺殺。本篇是所有刺客信條系列中，時間最貼近現代的故事。

## 現代（2007～2020年）

### 刺客兄弟會
戴斯蒙·邁爾斯
詳見「戴斯蒙·邁爾斯」條目。（1987年3月13日－2012年12月21日）
肖恩·黑斯廷斯
現代的刺客兄弟會成員之一，在戴斯蒙進入Animus 時，肖恩會負責將歷史資料，包括人物、建築、事件等輸入資料庫其中好供對方查閱。
肖恩誕生在1985年的英國，與戴斯蒙不同，肖恩並不是誕生在刺客家庭，是後來加入到刺客組織的。
他也是個出色的駭客，在未加入刺客組織前就以匿名身分在網路上發表自己所發現的訊息。
肖恩年輕時曾揭露了Abstergo 的內部訊息，並上載至維基解密，使他被Abstergo 給盯上。雖然得到麗貝卡的警告，但肖恩仍不以為意，直到他被Abstergo 給綁架，最後麗貝卡入侵了運送肖恩的車輛好讓他成功逃出，並招募他加入了刺客兄弟會。
肖恩對戴斯蒙的態度一直不太好，並在對方試圖與他交談時總要他到一邊去。直到戴斯蒙犧牲後，肖恩這才後悔沒能向戴斯蒙道歉，並決心要更努力對抗Abstergo 才不會辜負他的犧牲。
在戴斯蒙死後，與麗貝卡潛入Abstergo旗下位於加拿大蒙特婁的Abstergo Entertainment。期間作為Abstergo Entertainment大堂咖啡店的職員，向玩家扮演的研究員收集與戴斯蒙遺體相關情報。
2020年作为蕾拉的Animus数据库上傳輸入者再度登场，和丽贝卡关系已接近谈婚嫁的程度。
麗貝卡·克萊恩
現代刺客兄弟會成員之一，Animus2.0 的製造者與維護者，之後升級為Animus3.0 。
麗貝卡與肖恩一樣，都不是出身於與刺客有關的家族，而是在成年後與刺客組織有所接觸才加入的。
戴斯蒙犧牲後，麗貝卡與肖恩都開始積極地參與在最前線對抗Abstergo 的行動，像是試圖潛入Abstergo 奪回戴斯蒙的遺體、招募駭客組織、奪取伊甸聖裹布等。
相較於總是用冷嘲熱諷的態度面對一切的肖恩，麗貝卡則顯得比較寬容熱情，並在肖恩向戴斯蒙表示刺客只是一群兇手的時候表達了反對與較積極的意見。
2020年作为蕾拉的Animus技术维护者再度登场，和肖恩关系已接近谈婚嫁的程度。
克萊·卡奇馬雷克
Abstergo的Animus計畫16號實驗體，跟戴斯蒙同樣是刺客艾吉奥·奥迪托雷·达·佛罗伦萨的後裔之一。
與露西·斯蒂爾曼都是刺客組織派遣、潛入Abstergo的成員，為了瞭解Animus計畫的真相而作為該計畫的實驗品。卻無意中發現露西已經背叛刺客組織，因此無法逃跑的他被迫每天不間斷地接受實驗，導致嚴重的出血效應使他精神崩潰，最後選擇自殺結束這折磨。
但克萊的人格卻奇蹟似的以Animus的一個人工智慧形式生存在該系統之中，並能有限度的影響Animus，使他有能力幫助該實驗計畫的後繼者、意志被困在Animus之中的戴斯蒙。
在戴斯蒙被囚禁的實驗室中所暗藏的文字即是克萊所留下的。克萊最後在Animus系統重整之際協助戴斯蒙回到現實世界，自己則因此徹底消失。
威廉·「比爾」·邁爾斯
現代刺客兄弟會成員之一，兄弟會的高層人士，兄弟會實質上的導師。
刺客艾吉奥·奥迪托雷·达·佛罗伦萨、刺客愛德華·肯威、聖殿騎士海爾森·肯威和刺客拉頓哈給頓（康納·肯威）的後裔之一。
威廉是戴斯蒙的父親，但他過於專注刺客對抗聖殿騎士團的事業，使他的言行有些不近人情，這使得本來就以為聖殿騎士團只是父母妄想的陰謀論對象的戴斯蒙最後選擇了離家出走。威廉事後也對兒子承認自己並不是個好父親。
威廉曾試著找尋戴斯蒙的下落，並曾對兒子表示如果再晚幾天的話，找到他的人就不會是Abstergo ，而是兄弟會。
戴斯蒙犧牲後，傷心的威廉曾一度離開兄弟會，但最後在肖恩與麗貝卡的努力下，兩人回收了戴斯蒙的記憶，並將其交給威廉。閱讀兒子的記憶後，威廉又回到兄弟會並表示因為Abstergo 濫用兒子的遺體之事感到憤怒，使他再次燃起了對抗Abstergo 的決心。
導師
本名不詳，現代刺客兄弟會的導師，於杜拜面會丹尼爾·克洛斯時把自己的袖劍送給他，最後卻死於他的袖劍之下。
卡倫·林區
電影《刺客教條》的主角。
現代刺客兄弟會成員之一，生於1979年10月21日，為15世紀西班牙刺客阿基拉.狄.尼赫拉（Aguilar de Nehra ）及亞諾·維克特·多里安（Arno Victor Dorian）之後裔，父母約瑟夫和瑪莉.林區（Joseph & Mary Lynch）都是刺客兄弟會的成員。
卡倫7歲目睹父親以刺客袖劍殺害母親，父親要求卡倫逃離後隨即被艾倫.里金（Alan Rikkin）率領的聖殿騎士捕獲，至因蓄意殺人遭捕前，卡倫徘徊於寄養家庭和少年拘留所，也避開與刺客和聖殿騎士相關的事物。2016年10月21日在德州被公開處死，因為阿布斯泰戈基金會幫忙而免於一死，而阿布斯泰戈正是聖殿騎士用於現代的偽裝。蘇菲亞.里金（Sophia Rikkin）博士告訴卡倫希望他能協助阿布斯泰戈找到神器「伊甸蘋果」，以治癒人類的天性－暴力，並指出蘋果最後為其祖先阿基拉所持有。卡倫之後被迫進入Animus進行記憶回溯兩次都以失敗收場，並開始看見阿基拉的幻影。在父親告知刺殺母親的真相後，卡倫自願第三次進入Animus，完美同步信仰之躍的動作之強烈毀壞了機械，也得知蘋果的最終落點。卡倫在父母及眾刺客祖先的幻影環繞下說出教條：「無物為真，諸行皆可」（Nothing is true, everything is permitted.）後成為刺客，並與穆薩等人逃離機構，誓言奪回蘋果，守護自由意志。
Helix 玩家/ 新人
《刺客教條：大革命》和《刺客教條：梟雄》的玩家角色，回溯完聖殿騎士團大團長兼「聖者」——雅克·德·莫萊之部下的記憶後，被刺客兄弟會招募駭入Abstergo 的雲端運算以搶先體驗刺客祖先的記憶。

### 聖殿騎士團

#### Abstergo
艾倫·里金
Abstergo 的執行長（CEO），聖殿騎士團的守護者兼內殿團成員，沃倫、露西的上司。馬德里阿布斯泰戈康復基金會中心主任蘇菲亞·里金的父親。
他在年輕時就已加入聖殿騎士團，並逐步成為Abstergo的高層。在1984年妻子遭刺客刺殺後變得更加冷酷，也建立了他堅定認為刺客兄弟會是締造新秩序前必須要徹底剷除的對象的想法。
由於多項意圖建立新秩序的計畫遭到挫敗，使他必須加速尋得其他伊甸碎片的下落好完成後備的計畫，期間他斥責韋迪克博士的進度過於緩慢，並下達在讀取完戴斯蒙的記憶後就將其解決的命令。
為了尋找其中一枚伊甸蘋果的下落，在里金的指揮下終於尋獲了15世紀西班牙刺客阿基拉·狄·尼赫拉後裔卡倫·林區將被處刑的訊息，里金於是透過Abstergo偽造了卡倫的死刑，並將卡倫交給女兒蘇菲亞，使用Animus讀取卡倫的基因記憶尋找先祖阿基拉·狄·尼赫拉曾持有過的伊甸蘋果的最終位置。
在尋獲伊甸蘋果後，里金於聖殿騎士的集會中向長老會成員們展示了伊甸蘋果，但被逃出且習得刺客技藝的卡倫暗殺，蘋果最後被卡倫奪回。
為了隱瞞里金遭刺殺的真相，Abstergo對外公布里金是因為瓦斯氣爆事故而身亡。
丹尼爾·克洛斯
《刺客教條編年史：俄國篇》主角尼古拉·奧列洛夫的曾孫。前刺客，聖殿騎士團的聖殿騎士大師、內殿團成員。
他在幼年時就遭到Abstergo綁架，成為Animus早期的實驗品之一。Abstergo之後將他洗腦後放走，流落街頭的丹尼爾慢慢長大，並成為了一名犯罪者。
由於接受了大量Animus的實驗，使丹尼爾的情緒變得很不穩定，並能看到諸多幻覺，此時的他被刺客漢娜·米勒發現，接引他加入兄弟會之中。
為了從導師那了解這些幻覺的真相，丹尼爾成為了一名刺客，在完成多項任務後獲得認可，於杜拜面會導師，此時Abstergo的洗腦指令發動，丹尼爾隨即用袖劍刺殺了導師。發覺自己鑄下大錯後，知道自己在刺客兄弟會中已無容身之處的他只能回到Abstergo，成為了聖殿騎士的一員。
透過丹尼爾那得來的情報，Abstergo對刺客組織發動了大清洗，許多刺客據點被搗毀，大量刺客被殺害，同時丹尼爾也接受高層的指示，開始訓練Abstergo成員如何對抗刺客。
丹尼爾之後接受上層的命令，開始清理刺客的殘黨，並發現了戴斯蒙的存在，之後他成功抓住了戴斯蒙。
戴斯蒙逃離Abstergo後，丹尼爾奉命追捕，並在之後爭奪大神殿能量源的幾次遭遇中與戴斯蒙交手，卻接連敗在對方手下。
威廉·邁爾斯被捕後，丹尼爾與趕來羅馬救援父親的戴斯蒙再次交手，期間丹尼爾的出血效應發作，大量的幻覺使他無法分辨現實，最後死在戴斯蒙的袖劍之下。
尤哈尼·奧措·伯格
前芬蘭特種部隊成員，現為Abstergo專案部門西格瑪小隊的指揮官、聖殿騎士團的黑十字的一員兼聖殿騎士大師。
被沃倫·韋迪克博士以加入Abstergo就能治療其女兒的頑疾的目的打動，而選擇加入Abstergo，之後更在Animus項目中表現出色，進而被吸收成為一名真正的聖殿騎士。
之後得到西格瑪小隊的指揮權，開始獵殺在大清洗後殘存的刺客組織成員，也奉命在世界各地與刺客爭奪伊甸碎片。

#### Abstergo Entertainment
研究分析員
《刺客教條IV：黑旗》的玩家角色，Abstergo Entertainment 之新晉員工。
约翰·斯坦迪什
詳見「聖者」。

### 其他人物
蕾拉·哈桑
前Abstergo的員工，《刺客教條：起源》《刺客教條：奧德賽》與《刺客教條：維京紀元》的現代篇主角，為女性。
埃及裔美國人，被蘇菲亞·里金看中其才能而招募，但因為多次違反內部規定，使蕾拉始終未能如願成為Animus項目的成員之一。之後被發配到埃及，去當地尋找伊甸碎片的下落，此時無意中發現了巴耶克的木乃伊，在未通知上級的情況下，蕾拉使用攜帶型Animus回溯巴耶克的記憶，但因為拒絕Abstergo的定期檢查，蕾拉遭到Abstergo派出的西格瑪小隊追殺，最後靠著重現巴耶克的戰鬥記憶中的技巧戰勝了對方。
知道Abstergo不會輕易放過自己後，蕾拉接受了威廉·邁爾斯的援助，與刺客組織合作，繼續尋找伊述文明的旅程。
在2020年完成艾沃尔的记忆后，受貝辛姆指引来到挪威大神殿，因为失去赫尔墨斯权杖导致死亡，但灵魂进入世界树和阅读者一起探索拯救世界的方法。
“卡珊卓”或“卡珊德拉”
《刺客教條：奧德賽》主角與《刺客教條：維京紀元》配角，為女性。
在2018年将赫尔墨斯权杖交给蕾拉·哈桑使用，随后死去。
詳見「传奇雇佣兵」。
貝辛姆·伊本·伊沙克
《刺客教條：幻象》主角與《刺客教條：維京紀元》重要配角，為男性。
在2020年復活，取代蕾拉·哈桑使用攜帶型Animus回溯艾沃尔的記憶。
詳見「無形者」。

### 聖者
雅克·德·莫萊
歷史人物，聖殿騎士團最後一任被記載在歷史上的大團長兼「聖者」。
1307年，刺客組織襲擊聖殿騎士團位於法國聖殿塔的總部，莫萊託部下到地下密室藏好其管有之人類以前「第一文明」遺物「伊甸之劍」和一部法典後被捕。
1314年被處死。
巴沙洛繆·羅伯茨
歷史人物，前奴隸兼海盜。
约翰·斯坦迪什
Abstergo Entertainment 之員工，資訊科技經理。
伊利亞
戴斯蒙·邁爾斯與一名身分不詳的女性所生的孩子，也是現代已知的最新一名聖者。